# Hatamoto

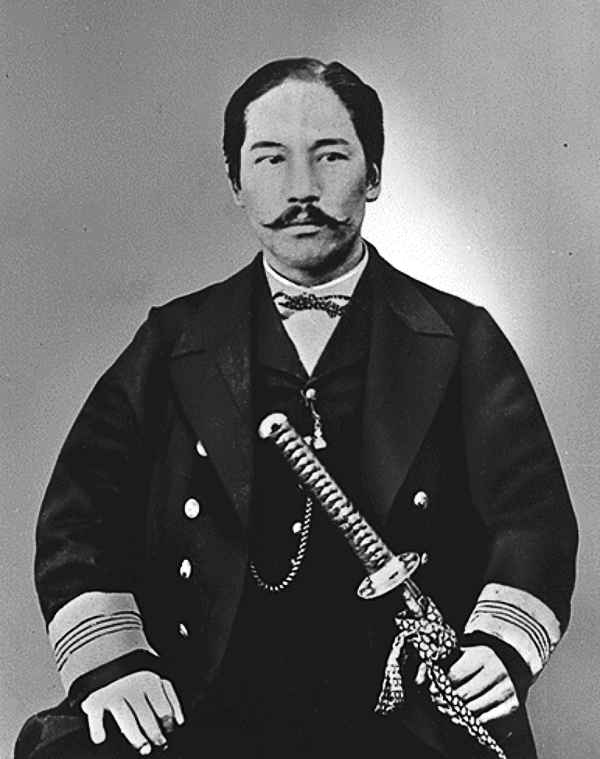
Enomoto Takeaki

Hatamoto (jap. 旗本) waren Bannerleute des Shōguns im spätfeudalen, Edo-zeitlichen Japan. Als Berater und persönliche Wachen ihres Dienstherren bildeten sie eine Gruppe mit besonderer Vertrauensstellung innerhalb der Samurai. Bekannte Hatamoto waren Enomoto Takeaki und Katsu Kaishū, aber auch der englische Seemann William Adams.
Ähnlich, wie im modernen Sprachgebrauch von den „Oberen Zehntausend“ oft die Rede ist, sprach man im frühneuzeitlichen Japan allgemein von den „80.000 Hatamoto“. Eine Studie von 1722 gibt ihre Zahl jedoch mit lediglich 5.000 Personen an. Zusammen mit den niederrangigen Gokenin im einfachen Beamtendienst betrug die Zahl etwa 17.000.
In der Edo-Zeit (1603–1868) bezeichnete man mit Hatamoto Samurai, die ihre Loyalität keinem Daimyō, sondern direkt dem Shōgun schworen. Rekrutiert wurden sie meist aus Familien, die in der Schlacht von Sekigahara auf der Seite der Tokugawa gekämpft hatten. Ranghöhere Hatamoto (und Daimyō), die das Recht auf eine persönliche Vier-Augen-Audienz beim Shōgun hatten, besaßen den Status eines Omemie-Ijo. Das Tokugawa-Shogunat scheint ohnehin nur zwei Klassen von Gefolgsleuten unterschieden zu haben, wobei die Begriffe Hatamoto und Omemie-Ijo sowie Gokenin und Omemie-Ika (d. h. Gefolgsleute ohne Audienzrecht) synonym verwendet wurden. 
Im Gegensatz zu den Daimyō hatten die Hatamoto nur kleine Ländereien mit einem Einkommen von zwischen 260 und unter 10.000 Koku Reis, meist in der Nähe von Edo, und keine eigene Burg. Wenn ein Hatamoto einen offiziellen Posten bekleidete, bezog er allerdings ein zusätzliches, zuweilen sehr beträchtliches Gehalt (Yaku buchi). Hatamoto mit mehr als 3000 koku an Einkommen wurden als Yoriai (寄合) bezeichnet. Die Landgüter der Hatamoto (旗本領 hatamoto-ryō) werden in Einkommensaufstellungen und auf Landkarten oft als Teil der Shogunatsdomäne (bakuryō) behandelt.
Für Hatamoto bestand keine Pflicht zum sankin kōtai, da sie ohnehin unter direkter Kontrolle des Shogun standen. Ausnahme bildeten die Kōtai-Yoriai (交代寄合). Sie wurden von den übrigen Samurai wegen ihrer besonderen Vertrauensstellung gefürchtet und respektiert, hatten aber auch höhere Maßstäbe an ihr Verhalten zu legen.
Mit dem Ende der Edo-Zeit (Bakumatsu) wurde dieser Titel abgeschafft. Wie viele andere Samurai war ein Großteil der Hatamoto zu diesem Zeitpunkt bei Geldverleihern hoch verschuldet.